# 纳训
纳训（1911年—1989年12月27日），字鉴恒，男，回族，云南通海人，经名努尔·穆罕默德，中国阿拉伯文學翻譯家。

## 生平
纳训生于云南省通海县，在昆明明德中學唸書時，始習阿拉伯語。1934年至1941年在開羅的爱资哈尔大学(الأزهر الشريف)留學，回國後從事翻譯、教育工作，先後任職雲南民族學院、雲南文聯、人民文學出版社。納訓是首個從阿拉伯文原文譯出《一千零一夜》的中國譯者，他譯的《一千零一夜》3卷本，1957年由人民文學出版社刊行，並在往後數十年不斷增訂，1982至1984年出版了6卷本。